# テレサ・テン '91悲しみと踊らせて 〜ニュー・オリジナル・ソングス〜
『テレサ・テン '91悲しみと踊らせて 〜ニュー・オリジナル・ソングス〜』（テレサ・テン '91かなしみとおどらせて 〜ニュー・オリジナル・ソングス〜）は、テレサ・テンの日本での通算15枚目のオリジナル・アルバムである。1991年3月27日にトーラスレコードから12センチCD（規格品番：TACL-2330）とカセットテープ（規格品番：TATL-2330）形式でリリースされた。全10曲収録。
ディスクジャケット帯のキャッチコピーは「ニュー・シングル「悲しみと踊らせて」他、オリジナル新曲 全10曲を収録!」。

## 概要
同年2月にリリースした新曲「悲しみと踊らせて」をはじめ、荒木とよひさ作詞、三木たかし作曲の多数の完全オリジナル曲などを収録している。

## 批評
CDジャーナルは、「もはやテレサ・テンに“どこそこの”という枕詞はいらない。世界の名歌手だ。この新曲オリジナル作品集でもそのつやとのどを存分に聴かせている。森田公一はミスマッチだが、さすがに三木たかし作品はどれもテレサの体温にぴったりとシンクロしている。」と評した。

## 収録曲
| #         | タイトル                | 作詞         | 作曲       | 編曲                  | 時間  |
| --------- | ----------------------- | ------------ | ---------- | --------------------- | ----- |
| 1.        | 「悲しみと踊らせて」    | 荒木とよひさ | 三木たかし | 若草恵                | 4:20  |
| 2.        | 「冬のひまわり」        | 荒木とよひさ | 三木たかし | 川口真                | 4:13  |
| 3.        | 「FIRE OF LOVE」        | TAI          | TAI        | GODFREY WANG 平野孝幸 | 4:37  |
| 4.        | 「道化師」              | 荒木とよひさ | 三木たかし | 平野孝幸              | 4:14  |
| 5.        | 「カシオペア」          | 山上路夫     | 森田公一   | 芳野藤丸 平野孝幸     | 5:08  |
| 6.        | 「トワイライト タウン」 | 山上路夫     | 森田公一   | 芳野藤丸 平野孝幸     | 5:05  |
| 7.        | 「寝物語を聴かせて」    | 荒木とよひさ | 三木たかし | 飛澤宏元 平野孝幸     | 4:16  |
| 8.        | 「愛し愛されて」        | 永井龍雲     | 永井龍雲   | 川口真                | 3:50  |
| 9.        | 「My Song」             | 中村泰士     | 中村泰士   | 若草恵                | 5:08  |
| 10.       | 「水の星座」            | 荒木とよひさ | 三木たかし | 川口真                | 4:36  |
| 合計時間: | 合計時間:               | 合計時間:    | 合計時間:  | 合計時間:             | 45:27 |